# Fuentelapeña
Fuentelapeña est une municipalité espagnole de la communauté autonome de Castille-et-León et de la province de Zamora. En 2021, elle comptait 669 habitants.

## Les Hospitaliers
Le Couvent de Santa María de los Villares dépendait de la commanderie hospitalière de Castronuño (es)